# رنفروشایر
رنفروشایر (به انگلیسی: Renfrewshire) یک شهرستان در بریتانیا است که در اسکاتلند واقع شده‌است.
این شهرستان ۲۶۱ کیلومتر مربع مساحت و ۱۷۵٬۰۰۰ نفر جمعیت دارد.